# Grande Prêmio de Singapura de 2019
Grande Prêmio de Singapura de 2019 (formalmente denominado Formula 1 2019 Singapore Airlines Singapore Grand Prix) é a décima quinta etapa da temporada de 2019 da Fórmula 1. Foi disputada em 22 de setembro de 2019 no Circuito Urbano de Marina Bay, Singapura.

## Relatório

### Treino Classificatório
Q1
Eliminados: Daniil Kvyat (Toro Rosso), Lance Stroll (Racing Point), Romain Grosjean (Haas), George Russell (Williams) e Robert Kubica (Williams).
Q2
Eliminados: Sergio Perez (Racing Point), Antonio Giovinazzi (Alfa Romeo), Pierre Gasly (Toro Rosso), Kimi Räikkönen (Alfa Romeo) e Kevin Magnussen (Haas).

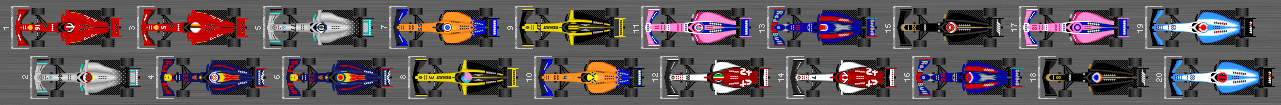
Grid de Largada

Q3

## Pneus
| Nome do composto | Cor | Banda de rolamento | Condições de Tempo | Dry Type                           | Aderência | Longevidade |
| ---------------- | --- | ------------------ | ------------------ | ---------------------------------- | --------- | ----------- |
| Supermacio (C5)  |     | Slick (P Zero)     | Seco               | Supersoft                          | Alta      | Baixa       |
| Macio (C4)       |     | Slick (P Zero)     | Seco               | Soft                               | Média     | Média       |
| Médio (C3)       |     | Slick (P Zero)     | Seco               | Medium                             | Baixa     | Alta        |
| Intermediário    |     | Sulcos (Cinturato) | Molhado            | Intermediate (água não estagnante) | —         | —           |
| Chuva            |     | Sulcos (Cinturato) | Molhado            | Wet (água estagnante)              | —         | —           |

| Escolhas de Pneus de cada piloto para o GP de Singapura: | Escolhas de Pneus de cada piloto para o GP de Singapura: | Escolhas de Pneus de cada piloto para o GP de Singapura: | Escolhas de Pneus de cada piloto para o GP de Singapura: | Escolhas de Pneus de cada piloto para o GP de Singapura: | Escolhas de Pneus de cada piloto para o GP de Singapura: |
| -------------------------------------------------------- | -------------------------------------------------------- | -------------------------------------------------------- | -------------------------------------------------------- | -------------------------------------------------------- | -------------------------------------------------------- |
| Nº                                                       | Pilotos                                                  | Equipe(s)                                                | Medio                                                    | Macio                                                    | Super Macio                                              |
| 44                                                       | Lewis Hamilton                                           | Mercedes                                                 |                                                          |                                                          |                                                          |
| 77                                                       | Valtteri Bottas                                          | Mercedes                                                 |                                                          |                                                          |                                                          |
| 5                                                        | Sebastian Vettel                                         | Ferrari                                                  |                                                          |                                                          |                                                          |
| 16                                                       | Charles Leclerc                                          | Ferrari                                                  |                                                          |                                                          |                                                          |
| 23                                                       | Alexander Albon                                          | Red Bull-Honda                                           |                                                          |                                                          |                                                          |
| 33                                                       | Max Verstappen                                           | Red Bull-Honda                                           |                                                          |                                                          |                                                          |
| 3                                                        | Daniel Ricciardo                                         | Renault                                                  |                                                          |                                                          |                                                          |
| 27                                                       | Nico Hülkenberg                                          | Renault                                                  |                                                          |                                                          |                                                          |
| 8                                                        | Romain Grosjean                                          | Haas-Ferrari                                             |                                                          |                                                          |                                                          |
| 20                                                       | Kevin Magnussen                                          | Haas-Ferrari                                             |                                                          |                                                          |                                                          |
| 55                                                       | Carlos Sainz Jr.                                         | McLaren-Renault                                          |                                                          |                                                          |                                                          |
| 4                                                        | Lando Norris                                             | McLaren-Renault                                          |                                                          |                                                          |                                                          |
| 11                                                       | Sergio Pérez                                             | Racing Point-Mercedes                                    |                                                          |                                                          |                                                          |
| 18                                                       | Lance Stroll                                             | Racing Point-Mercedes                                    |                                                          |                                                          |                                                          |
| 7                                                        | Kimi Raikkonen                                           | Alfa Romeo Racing-Ferrari                                |                                                          |                                                          |                                                          |
| 99                                                       | Antonio Giovinazzi                                       | Alfa Romeo Racing-Ferrari                                |                                                          |                                                          |                                                          |
| 10                                                       | Pierre Gasly                                             | Toro Rosso-Honda                                         |                                                          |                                                          |                                                          |
| 26                                                       | Daniil Kvyat                                             | Toro Rosso-Honda                                         |                                                          |                                                          |                                                          |
| 88                                                       | Robert Kubica                                            | Williams-Mercedes                                        |                                                          |                                                          |                                                          |
| 63                                                       | George Russell                                           | Williams-Mercedes                                        |                                                          |                                                          |                                                          |

## Resultados

### Treino Classificatório
| 1                        | 16 | Charles Leclerc    | Ferrari                   | 1:38.014 | 1:36.650 | 1:36.217 | 1   |
| 2                        | 44 | Lewis Hamilton     | Mercedes                  | 1:37.565 | 1:36.933 | 1:36.408 | 2   |
| 3                        | 5  | Sebastian Vettel   | Ferrari                   | 1:38.374 | 1:36.720 | 1:36.437 | 3   |
| 4                        | 33 | Max Verstappen     | Red Bull-Honda            | 1:38.540 | 1:37.089 | 1:36.813 | 4   |
| 5                        | 77 | Valtteri Bottas    | Mercedes                  | 1:37.317 | 1:37.142 | 1:37.146 | 5   |
| 6                        | 23 | Alexander Albon    | Red Bull-Honda            | 1:39.106 | 1:37.865 | 1:37.411 | 6   |
| 7                        | 55 | Carlos Sainz Jr.   | McLaren-Renault           | 1:38.882 | 1:37.982 | 1:37.818 | 7   |
| 8                        | 3  | Daniel Ricciardo   | Renault                   | 1:39.362 | 1:38.399 | 1:38.095 | 202 |
| 9                        | 27 | Nico Hülkenberg    | Renault                   | 1:39.001 | 1:38.580 | 1:38.264 | 8   |
| 10                       | 4  | Lando Norris       | McLaren-Renault           | 1:38.606 | 1:37.572 | 1:38.329 | 9   |
| 11                       | 11 | Sergio Pérez       | Racing Point-BWT Mercedes | 1:39.909 | 1:38.620 | —        | 151 |
| 12                       | 99 | Antonio Giovinazzi | Alfa Romeo-Ferrari        | 1:39.272 | 1:38.697 | —        | 10  |
| 13                       | 10 | Pierre Gasly       | Toro Rosso-Honda          | 1:39.085 | 1:38.699 | —        | 11  |
| 14                       | 7  | Kimi Räikkönen     | Alfa Romeo-Ferrari        | 1:39.454 | 1:38.858 | —        | 12  |
| 15                       | 20 | Kevin Magnussen    | Haas-Ferrari              | 1:39.942 | 1:39.650 | —        | 13  |
| 16                       | 26 | Daniil Kvyat       | Toro Rosso-Honda          | 1:39.957 | —        | —        | 14  |
| 17                       | 18 | Lance Stroll       | Racing Point-BWT Mercedes | 1:39.979 | —        | —        | 16  |
| 18                       | 8  | Romain Grosjean    | Haas-Ferrari              | 1:40.277 | —        | —        | 17  |
| 19                       | 63 | George Russell     | Williams-Mercedes         | 1:40.867 | —        | —        | 18  |
| 20                       | 88 | Robert Kubica      | Williams-Mercedes         | 1:41.186 | —        | —        | 19  |
| Tempo dos 107%: 1:44.129 |    |                    |                           |          |          |          |     |
| Fonte:                   |    |                    |                           |          |          |          |     |

Notas
- ↑1  – Sergio Pérez (Racing Point-BWT Mercedes) punido em 5 posições pela troca da caixa de câmbio.[5]

- ↑2  – Daniel Ricciardo (Renault) punido em 20 posições pela troca da caixa de câmbio.

### Corrida

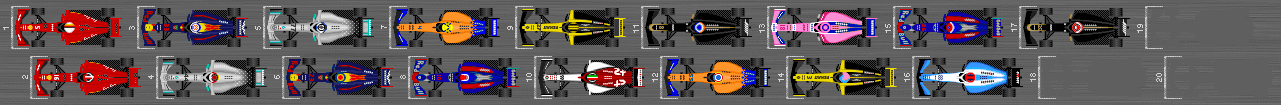
Resultado da corrida

| Pos.                                                                  | Nu. | Piloto             | Construtor                | Voltas | Tempo/Retirado | Pit Stop | Pneus | Grid | Pontos |
| --------------------------------------------------------------------- | --- | ------------------ | ------------------------- | ------ | -------------- | -------- | ----- | ---- | ------ |
| 1                                                                     | 5   | Sebastian Vettel   | Ferrari                   | 61     | 1:58:33.667    | 1        |       | 3    | 25     |
| 2                                                                     | 16  | Charles Leclerc    | Ferrari                   | 61     | +2.641s        | 1        |       | 1    | 18     |
| 3                                                                     | 33  | Max Verstappen     | Red Bull-Honda            | 61     | +3.821s        | 1        |       | 4    | 15     |
| 4                                                                     | 44  | Lewis Hamilton     | Mercedes                  | 61     | +4.608s        | 1        |       | 2    | 12     |
| 5                                                                     | 77  | Valtteri Bottas    | Mercedes                  | 61     | +6.119s        | 1        |       | 5    | 10     |
| 6                                                                     | 23  | Alexander Albon    | Red Bull-Honda            | 61     | +11.663s       | 1        |       | 6    | 8      |
| 7                                                                     | 4   | Lando Norris       | McLaren-Renault           | 61     | +14.769s       | 1        |       | 9    | 6      |
| 8                                                                     | 10  | Pierre Gasly       | Toro Rosso-Honda          | 61     | +15.547s       | 1        |       | 11   | 4      |
| 9                                                                     | 27  | Nico Hülkenberg    | Renault                   | 61     | +16.718s       | 2        |       | 8    | 2      |
| 10                                                                    | 99  | Antonio Giovinazzi | Alfa Romeo-Ferrari        | 61     | +17.855s       | 2        |       | 10   | 1      |
| 11                                                                    | 8   | Romain Grosjean    | Haas-Ferrari              | 61     | +35.436s       | 2        |       | 17   |        |
| 12                                                                    | 55  | Carlos Sainz Jr.   | McLaren-Renault           | 61     | +35.974s       | 2        |       | 7    |        |
| 13                                                                    | 18  | Lance Stroll       | Racing Point-BWT Mercedes | 61     | +36.419s       | 3        |       | 16   |        |
| 14                                                                    | 3   | Daniel Ricciardo   | Renault                   | 61     | +37.660s       | 1        |       | 20   |        |
| 15                                                                    | 26  | Daniil Kvyat       | Toro Rosso-Honda          | 61     | +38.178s       | 2        |       | 14   |        |
| 16                                                                    | 88  | Robert Kubica      | Williams-Mercedes         | 61     | +47.024s       | 2        |       | 19   |        |
| 17                                                                    | 20  | Kevin Magnussen    | Haas-Ferrari              | 61     | +86.522s       | 2        |       | 13   |        |
| Ret                                                                   | 7   | Kimi Räikkönen     | Alfa Romeo-Ferrari        | 49     | Suspensão      | 1        |       | 12   |        |
| Ret                                                                   | 11  | Sergio Pérez       | Racing Point-BWT Mercedes | 42     | Transmissão    | 1        |       | 15   |        |
| Ret                                                                   | 63  | George Russell     | Williams-Mercedes         | 34     | Colisão        | 1        |       | 18   |        |
| Volta mais rápida: Kevin Magnussen (Haas-Ferrari) – 1:42.301 (lap 58) |     |                    |                           |        |                |          |       |      |        |
| Fonte:                                                                |     |                    |                           |        |                |          |       |      |        |

## Curiosidades
- Primeira e única vitória de Sebastian Vettel na temporada 2019 e a primeira desde o Grande Prêmio da Bélgica de 2018, mas, foi a última vitória dele na Ferrari.
- A Ferrari não fazia dobradinha desde o Grande Prêmio da Hungria de 2017, com Vettel e Raikkonen.
- A Ferrari não vencia três corridas seguidas desde a temporada de 2008 (Malásia, Bahrein e Espanha).
- A Ferrari é a primeira equipe a fazer uma dobradinha no Grande Prêmio de Singapura.
- Antonio Giovinazzi se tornou o primeiro italiano a liderar uma corrida desde Giancarlo Fisichella no Grande Prêmio da Bélgica de 2009.
- A Alfa Romeo liderava pela primeira vez uma corrida de Fórmula 1 desde o Grande Prêmio da Bélgica de 1983.
- Primeiro abandono de George Russell na Fórmula 1 e de um carro da Williams na temporada 2019.
- Kevin Magnussen e Haas fizeram a volta mais rápida em Singapura pelo segundo ano consecutivo.
- Kevin Magnussen também se tornou o primeiro piloto a fazer a volta mais rápida e não receber um ponto extra, já que terminou fora da zona de pontuação, dentro do regulamento desta temporada.

## Voltas na Liderança
| Nº de Voltas | Piloto             | Voltas |
| ------------ | ------------------ | ------ |
| 19           | Charles Leclerc    | 1-19   |
| 7            | Lewis Hamilton     | 20-26  |
| 4            | Antonio Giovinazzi | 27-30  |
| 31           | Sebastian Vettel   | 31-61  |

## 2019DHLFastest Pit Stop Award

### Resultado
| 1      |  |  |  |  | 25 |
| 2      |  |  |  |  | 18 |
| 3      |  |  |  |  | 15 |
| 4      |  |  |  |  | 12 |
| 5      |  |  |  |  | 10 |
| 6      |  |  |  |  | 8  |
| 7      |  |  |  |  | 6  |
| 8      |  |  |  |  | 4  |
| 9      |  |  |  |  | 2  |
| 10     |  |  |  |  | 1  |
| Fonte: |  |  |  |  |    |

### Classificação
| Tabela do DHL Fastest Pit Stop Award \| Pos \| Construtor \| Pontos \| \| --- \| ---------- \| ------ \| \| 1 \| \| \| \| 2 \| \| \| \| 3 \| \| \| \| 4 \| \| \| \| 5 \| \| \| \| 6 \| \| \| \| 7 \| \| \| \| 8 \| \| \| \| 9 \| \| \| \| 10 \| \| \| |            |        |
| Pos | Construtor | Pontos |
| 1 |            |        |
| 2 |            |        |
| 3 |            |        |
| 4 |            |        |
| 5 |            |        |
| 6 |            |        |
| 7 |            |        |
| 8 |            |        |
| 9 |            |        |
| 10 |            |        |

## Tabela do campeonato após a corrida
Somente as cinco primeiras posições estão incluídas nas tabelas.
| Pos | Piloto           | Pontos | Var     |
| --- | ---------------- | ------ | ------- |
| 1   | Lewis Hamilton   | 296    | Estável |
| 2   | Valtteri Bottas  | 231    | Estável |
| 3   | Charles Leclerc  | 200    | 1       |
| 4   | Max Verstappen   | 200    | 1       |
| 5   | Sebastian Vettel | 194    | Estável |

| Pos | Construtor         | Pontos | Var     |
| --- | ------------------ | ------ | ------- |
| 1   | Mercedes           | 527    | Estável |
| 2   | Ferrari            | 394    | Estável |
| 3   | Red Bull-TAG Heuer | 289    | Estável |
| 4   | McLaren-Renault    | 89     | Estável |
| 5   | Renault            | 67     | Estável |